# Broskkrös
Broskkrös (Exidia cartilaginea) är en svampart som tillhör divisionen basidiesvampar, och som beskrevs av Seth Lundell och Neuh. Broskkrös ingår i släktet Exidia, och familjen Exidiaceae. Arten är reproducerande i Sverige.

## Bildgalleri

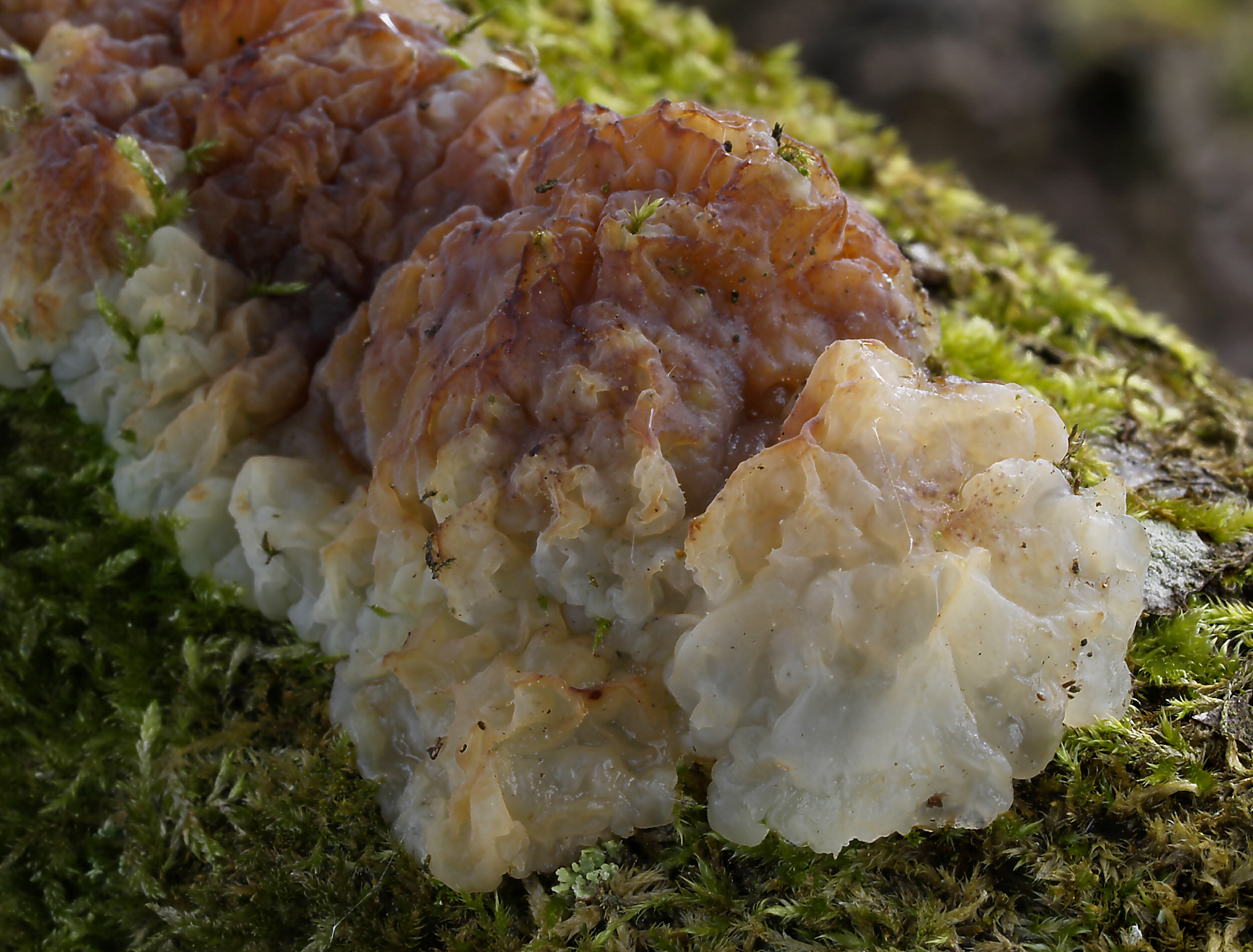